# Trematopygus apertor
Trematopygus apertor är en stekelart som beskrevs av Hinz 1986. Trematopygus apertor ingår i släktet Trematopygus och familjen brokparasitsteklar. Inga underarter finns listade i Catalogue of Life.